# Los regentes del asilo de ancianos de Haarlem

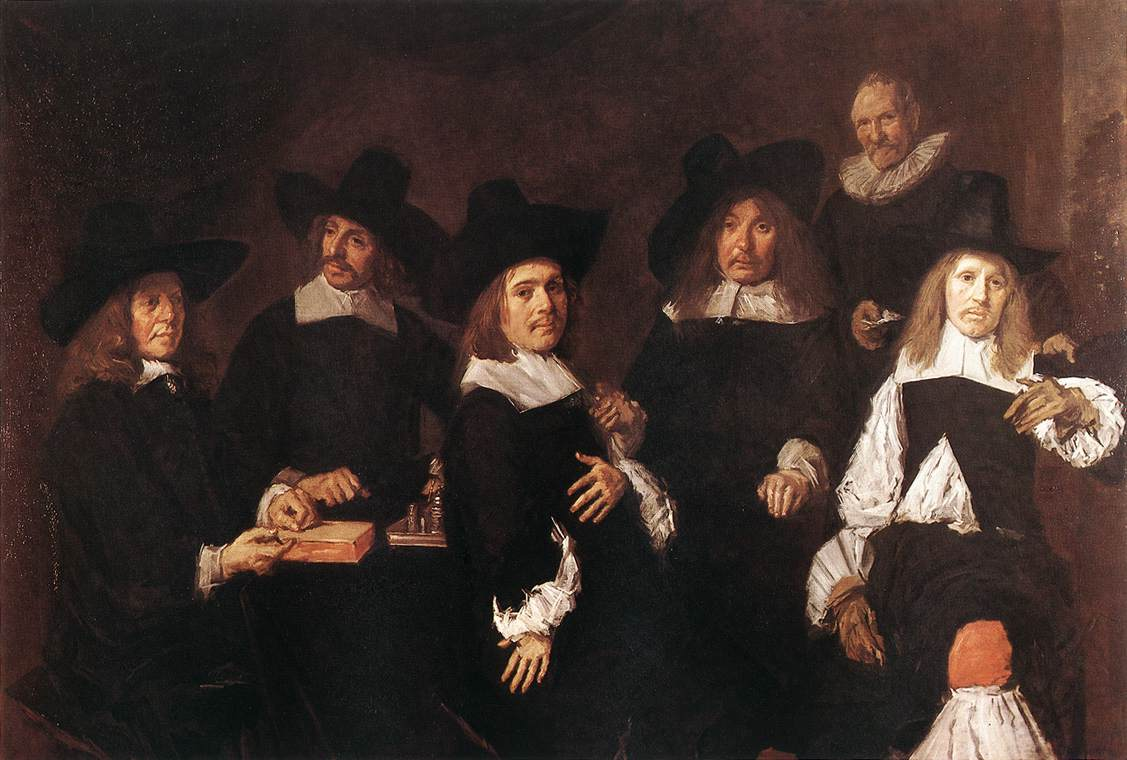
Los regentes del asilo de ancianos de Haarlem, 1664.

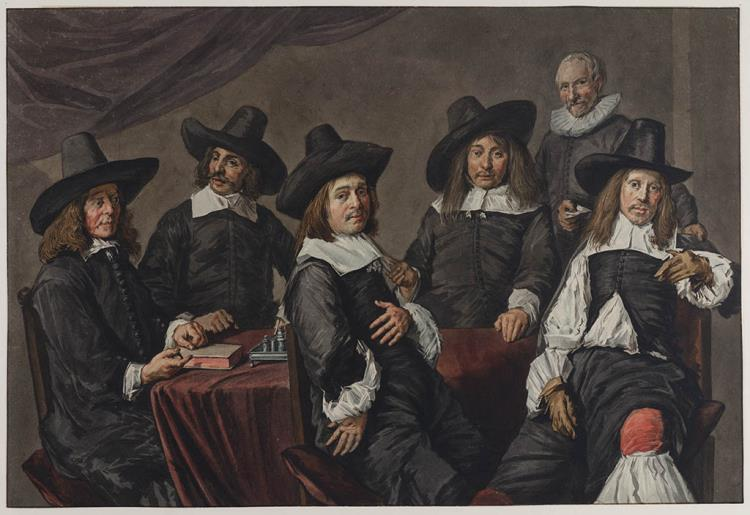
Una copia del siglo XVIII realizada por Wybrand Hendriks muestra cuánto más oscura se ha vuelto la pintura a lo largo de los siglos.

Los regentes del asilo de ancianos de Haarlem es un retrato grupal de cinco regentes y su sirviente, pintado por Frans Hals en 1664 para la Oude Mannenhuis de Haarlem, Países Bajos. Forma pareja o pendant con Las regentes del asilo de ancianos de Haarlem.
Aunque ya no se sabe qué nombre corresponde a cada rostro, los regentes retratados fueron Jonas de Jong, Mattheus Everzwijn, el Dr. Cornelis Westerloo, Daniel Deinoot y Johannes Walles.
Frans Hals los pintó con su estilo suelto, con pinceladas toscas. La pintura se fecha tradicionalmente en 1664, aunque aún no se ha encontrado evidencia de archivo que lo confirme. Se ha elegido la fecha de mediados del mandato de los retratados como regentes. Aunque las dos pinturas, como elementos pendants, parecen ir juntas, no estaban colgadas una al lado de la otra sino que, como ocurría en el hospital de Santa Isabel, al otro lado de la calle, probablemente cada una colgaba en una sala de reuniones de regentes distinta: la de las señoras en la sala de reuniones de damas y la de los hombres en la sala de reuniones de caballeros.
La segunda figura de pie a la derecha sostiene un trozo de papel. Es mayor y lleva un cuello anticuado que ya había pasado de moda en la década de 1660. Probablemente se trate de un valioso sirviente o conserje, pero su nombre se ha perdido. Sentado junto a él hay un hombre con un sombrero ancho flexible, inclinado. Su rostro parece distorsionado y algunos críticos consideraron que Hals había perdido su toque, mientras que otros creían que el hombre estaba borracho o que sufría una lesión nerviosa en la mitad derecha de la cara, quizá a causa de un derrame cerebral. Sea como fuere, los regentes nunca se quejaron de la pintura y es probable que estuvieran satisfechos con el encargo que le hicieron al anciano Hals.
A finales del siglo XIX, cuando las pinceladas sueltas de Hals le valieron la popularidad entre los impresionistas, se hicieron varias copias de la pintura.  Una copia mucho más antigua, realizada en el siglo XVIII, muestra cómo las capas de barniz posteriores, el polvo y humo de las velas casi hicieron que la mesa cubierta con un paño desapareciera por completo con el tiempo.
Hoy en día, la pintura se considera una de las obras más destacadas del Museo Frans Hals, ubicado en el mismo edificio para el que fue encargada originalmente. Sin embargo, el complejo ha sido reconstruido y reformado totalmente, y la pintura ya no se exhibe en un lugar específico, sino que se traslada según las diversas necesidades de la exposición.